# ドリームエクスプレス
「ドリームエクスプレス」は、日本のバンド・FLOWの楽曲で、メジャー2枚目、通算6枚目のシングル。2003年9月18日にKi/oon Recordsより発売。

## 解説
- 前作「ブラスター」より2ヶ月ぶりのリリース。発売当時は、レーベルゲートCD2での発売であったが、後の廃止に伴いCD-DA盤が再発された。
- シングルとしては、メジャーデビュー後初のトップ10入りを果たした。
- このシングルの価格は、表題曲のタイトルと、歌詞に「銀河鉄道」とあったことから、『銀河鉄道999』にあやかって、「ギャラクシープライス」と称して999円で発売された[1]。また、初回仕様には、特典としてメンバー全員のペーパークラフトが封入された。
- 振付は西田一生（西田プロジェクト）が担当。

## 収録曲
1. ドリームエクスプレス (4:10)
作詞：KOHSHI,IWASAKI　作曲：TAKE　編曲：FLOW&Seiji Kameda
  - 日本テレビ系『AX MUSIC-TV』「AX POWERPLAY」 #039
  - ドラムのIWASAKIが作詞に関わっている曲。IWASAKIが作詞を手掛けているのは、2013年現在この1曲のみである。
  - ミュージック・ビデオでは、ワイヤーアクションとCGを用いてカンフーやサッカーを行っている[2]。
  - サッカー（筑波大学蹴球部、水戸ホーリーホックほか）や高校野球（東海第四高、中央学院高ほか）等のスポーツの応援歌として、プロアマ問わず人気がある。
  - 北海道日本ハムファイターズの五十幡亮汰外野手の登場曲としても使用されている。
2. 再見 (3:42)
作詞：KOHSHI,KEIGO　作曲：TAKE 編曲：FLOW
  - タイトルの読みは「サイツェン」で、中国語で「さようなら」という意味。
3. ATTACK 26 (2:07)
作曲：TAKE　編曲：FLOW
  - インスト曲。EXTRA TRACK扱い[1]。

## 収録アルバム
オリジナル
- 『GAME』（#1）

ベスト
- 『FLOW THE BEST』（#1）